# کارلا ۱۴۷۰
سیارک ۱۴۷۰ (به انگلیسی: 1470 Carla، نامگذاری:1938SD) هزار و چهارصد و هفتادمین سیارک کشف شده‌است که در ۱۷ سپتامبر ۱۹۳۸ و در هایدلبرگ کشف شد.
قدر مطلق سیارک برابر ۱۱٫۰۰ است.